# Ignatius Gottfried Kaim
Ignatius Gottfried Kaim (* 1746; † 1778) war ein österreichischer Arzt und Chemiker des 18. Jahrhunderts.
Kaim war möglicherweise der Erste, der metallisches Mangan herstellte (und damit entdeckte), da er es in seinem 1770 in Wien erschienenen Dissertation De metallis dubiis (deutsch: Über zweifelhafte Metalle) beschrieb. Die Arbeit selbst hatte auf die Zeitgenossen keinen großen Einfluss (Weeks), der Inhalt wurde aber kurz von Pierre-Joseph Macquer in seinem weit verbreiteten Dictionnaire de chymie wiedergegeben. Danach reduzierte er Manganoxid (Braunstein) mit Kohlenstoff (pulverisierter Aktivkohle) und erhielt ein brüchiges, bläulich-weißes glänzendes Metall, dessen Bruchstücke in allen Farben schillerten. Er gab auch an, dass das Material eisenfrei war.
Wegen des geringen Einflusses seiner Veröffentlichung und der Unvollständigkeit der chemischen Analyse (da er früh starb) gilt allgemein der Schwede Johan Gottlieb Gahn als Entdecker des Mangan (1774). Dieser arbeitete mit dem später berühmten Chemiker Carl Wilhelm Scheele.